# Bridge (Kent)
Bridge ist ein Dorf und eine Civil Parish in der Nähe von Canterbury in Kent, Südostengland.
Das Dorf Bridge liegt im Nailbourne-Tal in ländlicher Umgebung an der alten Römerstraße Watling Street, die früher die Hauptstraße zwischen London und Dover war. Das Dorf selbst befindet sich 2,5 Meilen südöstlich der Stadt Canterbury.

## Geschichte
Wahrscheinlich hat die Gemeinde ihren Namen von der Brücke „Bregge“, die über den Fluss Nailbourne, einen Nebenfluss des Stour, führte. Die Pfarrkirche ist dem Heiligen Petrus geweiht.

## Geografie
Das Dorf ist von einer Pufferzone umgeben und besteht fast ausschließlich aus Wohngebieten und landwirtschaftlichen Flächen. Sein Grundriss ist eine Mischung aus einem Straßendorf und einem Haufendorf.
In Bridge gibt es vier Naturschutzgebiete: Bifrons Park, Bourne Park, Bridge, Renville Park and Bridge Railway Station.

## Infrastruktur
Bourne Park ist ein Herrenhaus im Queen-Anne-Stil mit See, das gelegentlich für die Öffentlichkeit zugänglich ist. Seine Fassade und Struktur stammen größtenteils aus dem Jahr 1702.